# Square de Vaucluse
Le square de Vaucluse est une voie du 17e arrondissement de Paris, en France.

## Situation et accès
Le square de Vaucluse est une voie située dans le 17e arrondissement de Paris. Il débute au 23, avenue Brunetière et se termine en impasse.

## Origine du nom

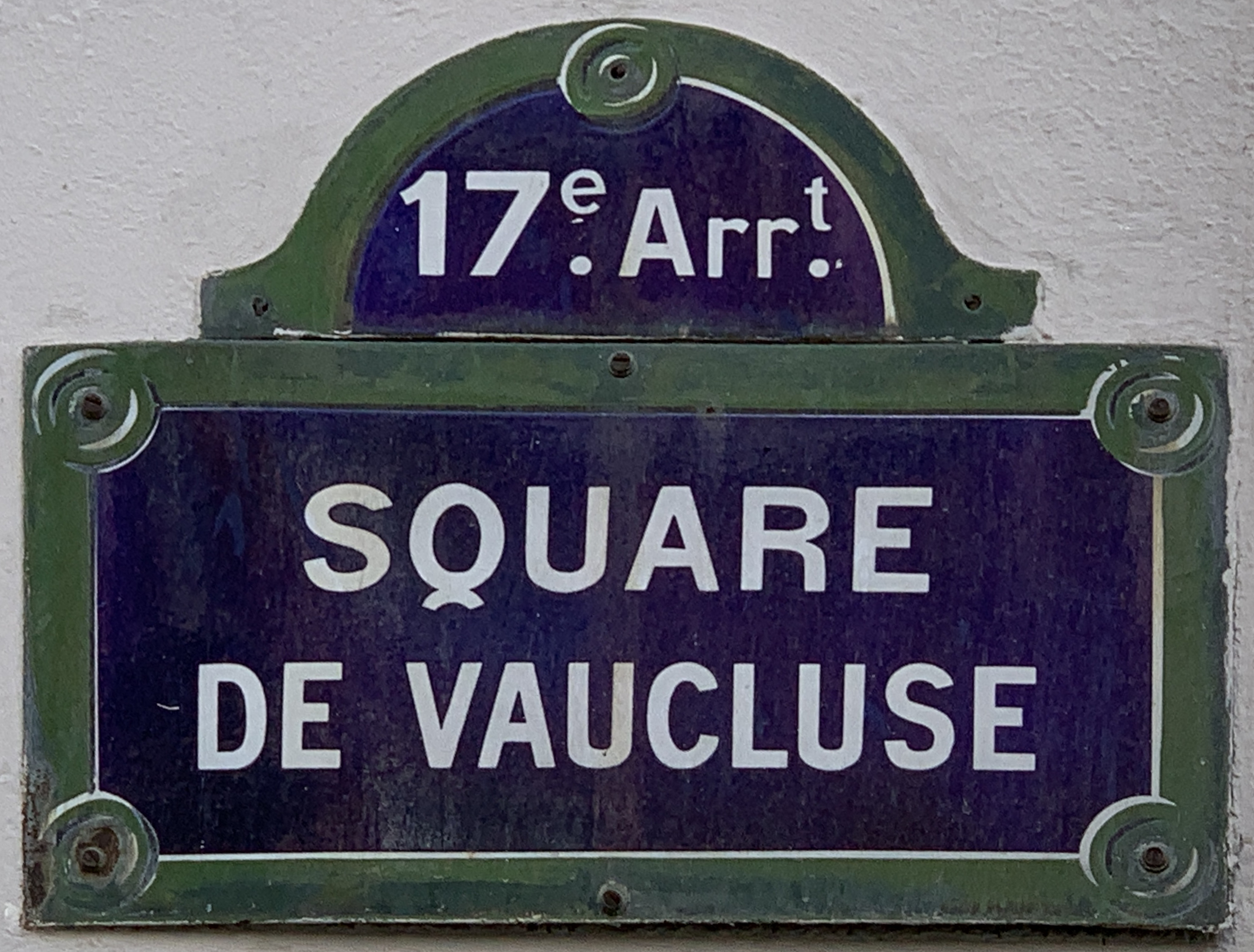
Plaque du square.

Il porte le nom de la fontaine de Vaucluse, au village de Fontaine-de-Vaucluse, dans le département de Vaucluse.

## Historique
Ce square est ouvert et prend sa dénomination actuelle en 1932 sur l'emplacement du bastion no 46 de l'enceinte de Thiers.